# Тодор Петров (революционер)
Вижте пояснителната страница за други личности с името Тодор Петров.
Тодор Златев Петров е български революционер, радовишки войвода, деец на Вътрешната македонска революционна организация.

## Биография
Тодор Златев е роден на 2 април 1900 година в Хасково и получава полувисше образование. Влиза в редиците на ВМРО през 1920 г. като първоначално работи в пункта на организацията в София. Две години по-късно става секретар в четата на струмишкия войвода Георги Въндев, а в края на 1923 е определен за радовишки околийски войвода. Няма данни за революционната му дейност след 1924 г.